# Llista d'asteroides (45001-46000)
Llista d'asteroides del 45.001 al 46.000, amb data de descoberta i descobridor. És un fragment de la llista d'asteroides completa. Als asteroides se'ls dona un número quan es confirma la seva òrbita, per tant apareixen llistats aproximadament segons la data de descobriment.
Contingut: 45001... 45101... 45201... 45301... 45401... 45501... 45601... 45701... 45801... 45901... 

| Nom                | Designació provisional | Data de descobriment    | Descobridor/s               |
| 45001-45100        | 45001-45100            | 45001-45100             | 45001-45100                 |
| ------------------ | ---------------------- | ----------------------- | --------------------------- |
| 45001 -            | 1999 VZ186             | 15 de novembre del 1999 | LINEAR                      |
| 45002 -            | 1999 VS193             | 3 de novembre del 1999  | LONEOS                      |
| 45003 -            | 1999 VL194             | 1 de novembre del 1999  | CSS                         |
| 45004 -            | 1999 VD197             | 2 de novembre del 1999  | CSS                         |
| 45005 -            | 1999 VR198             | 3 de novembre del 1999  | CSS                         |
| 45006 -            | 1999 VV198             | 3 de novembre del 1999  | CSS                         |
| 45007 -            | 1999 VD201             | 6 de novembre del 1999  | CSS                         |
| 45008 -            | 1999 VN201             | 3 de novembre del 1999  | LINEAR                      |
| 45009 -            | 1999 VR204             | 9 de novembre del 1999  | CSS                         |
| 45010 -            | 1999 VS209             | 11 de novembre del 1999 | CSS                         |
| 45011 -            | 1999 VC217             | 4 de novembre del 1999  | LINEAR                      |
| 45012 -            | 1999 VY222             | 7 de novembre del 1999  | LINEAR                      |
| 45013 -            | 1999 WK                | 16 de novembre del 1999 | T. Kobayashi                |
| 45014 -            | 1999 WP                | 18 de novembre del 1999 | T. Kobayashi                |
| 45015 -            | 1999 WQ                | 16 de novembre del 1999 | P. Kušnirák                 |
| 45016 -            | 1999 WV2               | 30 de novembre del 1999 | Kleť                        |
| 45017 -            | 1999 WK3               | 28 de novembre del 1999 | T. Kobayashi                |
| 45018 -            | 1999 WS3               | 28 de novembre del 1999 | T. Kobayashi                |
| 45019 -            | 1999 WU4               | 28 de novembre del 1999 | T. Kobayashi                |
| 45020 -            | 1999 WC5               | 28 de novembre del 1999 | T. Kobayashi                |
| 45021 -            | 1999 WE6               | 28 de novembre del 1999 | K. Korlević                 |
| 45022 -            | 1999 WF6               | 28 de novembre del 1999 | K. Korlević                 |
| 45023 -            | 1999 WM6               | 28 de novembre del 1999 | K. Korlević                 |
| 45024 -            | 1999 WN7               | 28 de novembre del 1999 | K. Korlević                 |
| 45025 -            | 1999 WY7               | 29 de novembre del 1999 | K. Korlević                 |
| 45026 -            | 1999 WE8               | 28 de novembre del 1999 | Uppsala-DLR Asteroid Survey |
| 45027 -            | 1999 WA9               | 28 de novembre del 1999 | S. Sposetti                 |
| 45028 -            | 1999 WD9               | 28 de novembre del 1999 | Črni Vrh                    |
| 45029 -            | 1999 WN9               | 30 de novembre del 1999 | T. Kobayashi                |
| 45030 -            | 1999 WJ13              | 30 de novembre del 1999 | Spacewatch                  |
| 45031 -            | 1999 WR13              | 29 de novembre del 1999 | K. Korlević                 |
| 45032 -            | 1999 WL16              | 29 de novembre del 1999 | Spacewatch                  |
| 45033 -            | 1999 WL20              | 16 de novembre del 1999 | LINEAR                      |
| 45034 -            | 1999 XA2               | 3 de desembre del 1999  | C. W. Juels                 |
| 45035 -            | 1999 XB2               | 3 de desembre del 1999  | C. W. Juels                 |
| 45036 -            | 1999 XD3               | 4 de desembre del 1999  | CSS                         |
| 45037 -            | 1999 XP4               | 4 de desembre del 1999  | CSS                         |
| 45038 -            | 1999 XE6               | 4 de desembre del 1999  | CSS                         |
| 45039 -            | 1999 XW7               | 4 de desembre del 1999  | P. G. Comba                 |
| 45040 -            | 1999 XJ8               | 3 de desembre del 1999  | T. Kobayashi                |
| 45041 -            | 1999 XE10              | 5 de desembre del 1999  | CSS                         |
| 45042 -            | 1999 XW10              | 5 de desembre del 1999  | CSS                         |
| 45043 -            | 1999 XG11              | 5 de desembre del 1999  | CSS                         |
| 45044 -            | 1999 XW12              | 5 de desembre del 1999  | LINEAR                      |
| 45045 -            | 1999 XD17              | 7 de desembre del 1999  | LINEAR                      |
| 45046 -            | 1999 XN20              | 5 de desembre del 1999  | LINEAR                      |
| 45047 -            | 1999 XO20              | 5 de desembre del 1999  | LINEAR                      |
| 45048 -            | 1999 XB21              | 5 de desembre del 1999  | LINEAR                      |
| 45049 -            | 1999 XL21              | 5 de desembre del 1999  | LINEAR                      |
| 45050 -            | 1999 XW21              | 5 de desembre del 1999  | LINEAR                      |
| 45051 -            | 1999 XP22              | 6 de desembre del 1999  | LINEAR                      |
| 45052 -            | 1999 XX23              | 6 de desembre del 1999  | LINEAR                      |
| 45053 -            | 1999 XK26              | 6 de desembre del 1999  | LINEAR                      |
| 45054 -            | 1999 XN26              | 6 de desembre del 1999  | LINEAR                      |
| 45055 -            | 1999 XT26              | 6 de desembre del 1999  | LINEAR                      |
| 45056 -            | 1999 XR27              | 6 de desembre del 1999  | LINEAR                      |
| 45057 -            | 1999 XO29              | 6 de desembre del 1999  | LINEAR                      |
| 45058 -            | 1999 XR29              | 6 de desembre del 1999  | LINEAR                      |
| 45059 -            | 1999 XT29              | 6 de desembre del 1999  | LINEAR                      |
| 45060 -            | 1999 XL30              | 6 de desembre del 1999  | LINEAR                      |
| 45061 -            | 1999 XL31              | 6 de desembre del 1999  | LINEAR                      |
| 45062 -            | 1999 XM31              | 6 de desembre del 1999  | LINEAR                      |
| 45063 -            | 1999 XR31              | 6 de desembre del 1999  | LINEAR                      |
| 45064 -            | 1999 XT31              | 6 de desembre del 1999  | LINEAR                      |
| 45065 -            | 1999 XU31              | 6 de desembre del 1999  | LINEAR                      |
| 45066 -            | 1999 XN32              | 6 de desembre del 1999  | LINEAR                      |
| 45067 -            | 1999 XW32              | 6 de desembre del 1999  | LINEAR                      |
| 45068 -            | 1999 XA34              | 6 de desembre del 1999  | LINEAR                      |
| 45069 -            | 1999 XB35              | 6 de desembre del 1999  | LINEAR                      |
| 45070 -            | 1999 XA36              | 6 de desembre del 1999  | T. Kagawa                   |
| 45071 -            | 1999 XA37              | 7 de desembre del 1999  | J. M. Roe                   |
| 45072 -            | 1999 XC37              | 7 de desembre del 1999  | C. W. Juels                 |
| 45073 Doyanrose    | 1999 XN37              | 7 de desembre del 1999  | J. Ruthroff                 |
| 45074 -            | 1999 XA38              | 6 de desembre del 1999  | S. Sposetti                 |
| 45075 -            | 1999 XB38              | 6 de desembre del 1999  | S. Sposetti                 |
| 45076 -            | 1999 XQ38              | 8 de desembre del 1999  | LINEAR                      |
| 45077 -            | 1999 XU39              | 6 de desembre del 1999  | LINEAR                      |
| 45078 -            | 1999 XZ39              | 6 de desembre del 1999  | LINEAR                      |
| 45079 -            | 1999 XZ41              | 7 de desembre del 1999  | LINEAR                      |
| 45080 -            | 1999 XB43              | 7 de desembre del 1999  | LINEAR                      |
| 45081 -            | 1999 XE44              | 7 de desembre del 1999  | LINEAR                      |
| 45082 -            | 1999 XF44              | 7 de desembre del 1999  | LINEAR                      |
| 45083 -            | 1999 XQ44              | 7 de desembre del 1999  | LINEAR                      |
| 45084 -            | 1999 XG45              | 7 de desembre del 1999  | LINEAR                      |
| 45085 -            | 1999 XH45              | 7 de desembre del 1999  | LINEAR                      |
| 45086 -            | 1999 XE46              | 7 de desembre del 1999  | LINEAR                      |
| 45087 -            | 1999 XM46              | 7 de desembre del 1999  | LINEAR                      |
| 45088 -            | 1999 XX46              | 7 de desembre del 1999  | LINEAR                      |
| 45089 -            | 1999 XA47              | 7 de desembre del 1999  | LINEAR                      |
| 45090 -            | 1999 XA49              | 7 de desembre del 1999  | LINEAR                      |
| 45091 -            | 1999 XT49              | 7 de desembre del 1999  | LINEAR                      |
| 45092 -            | 1999 XD50              | 7 de desembre del 1999  | LINEAR                      |
| 45093 -            | 1999 XF52              | 7 de desembre del 1999  | LINEAR                      |
| 45094 -            | 1999 XX53              | 7 de desembre del 1999  | LINEAR                      |
| 45095 -            | 1999 XE55              | 7 de desembre del 1999  | LINEAR                      |
| 45096 -            | 1999 XE56              | 7 de desembre del 1999  | LINEAR                      |
| 45097 -            | 1999 XL59              | 7 de desembre del 1999  | LINEAR                      |
| 45098 -            | 1999 XK66              | 7 de desembre del 1999  | LINEAR                      |
| 45099 -            | 1999 XN66              | 7 de desembre del 1999  | LINEAR                      |
| 45100 -            | 1999 XZ66              | 7 de desembre del 1999  | LINEAR                      |
| 45101-45200        |                        |                         |                             |
| 45101 -            | 1999 XA68              | 7 de desembre del 1999  | LINEAR                      |
| 45102 -            | 1999 XN69              | 7 de desembre del 1999  | LINEAR                      |
| 45103 -            | 1999 XJ70              | 7 de desembre del 1999  | LINEAR                      |
| 45104 -            | 1999 XY73              | 7 de desembre del 1999  | LINEAR                      |
| 45105 -            | 1999 XU74              | 7 de desembre del 1999  | LINEAR                      |
| 45106 -            | 1999 XX74              | 7 de desembre del 1999  | LINEAR                      |
| 45107 -            | 1999 XA75              | 7 de desembre del 1999  | LINEAR                      |
| 45108 -            | 1999 XD76              | 7 de desembre del 1999  | LINEAR                      |
| 45109 -            | 1999 XZ76              | 7 de desembre del 1999  | LINEAR                      |
| 45110 -            | 1999 XH77              | 7 de desembre del 1999  | LINEAR                      |
| 45111 -            | 1999 XJ77              | 7 de desembre del 1999  | LINEAR                      |
| 45112 -            | 1999 XG78              | 7 de desembre del 1999  | LINEAR                      |
| 45113 -            | 1999 XZ78              | 7 de desembre del 1999  | LINEAR                      |
| 45114 -            | 1999 XY81              | 7 de desembre del 1999  | LINEAR                      |
| 45115 -            | 1999 XN82              | 7 de desembre del 1999  | LINEAR                      |
| 45116 -            | 1999 XE83              | 7 de desembre del 1999  | LINEAR                      |
| 45117 -            | 1999 XA85              | 7 de desembre del 1999  | LINEAR                      |
| 45118 -            | 1999 XZ85              | 7 de desembre del 1999  | LINEAR                      |
| 45119 -            | 1999 XA86              | 7 de desembre del 1999  | LINEAR                      |
| 45120 -            | 1999 XX86              | 7 de desembre del 1999  | LINEAR                      |
| 45121 -            | 1999 XZ86              | 7 de desembre del 1999  | LINEAR                      |
| 45122 -            | 1999 XB88              | 7 de desembre del 1999  | LINEAR                      |
| 45123 -            | 1999 XH88              | 7 de desembre del 1999  | LINEAR                      |
| 45124 -            | 1999 XS88              | 7 de desembre del 1999  | LINEAR                      |
| 45125 -            | 1999 XA89              | 7 de desembre del 1999  | LINEAR                      |
| 45126 -            | 1999 XB89              | 7 de desembre del 1999  | LINEAR                      |
| 45127 -            | 1999 XS89              | 7 de desembre del 1999  | LINEAR                      |
| 45128 -            | 1999 XC91              | 7 de desembre del 1999  | LINEAR                      |
| 45129 -            | 1999 XJ91              | 7 de desembre del 1999  | LINEAR                      |
| 45130 -            | 1999 XQ91              | 7 de desembre del 1999  | LINEAR                      |
| 45131 -            | 1999 XE92              | 7 de desembre del 1999  | LINEAR                      |
| 45132 -            | 1999 XJ93              | 7 de desembre del 1999  | LINEAR                      |
| 45133 -            | 1999 XM93              | 7 de desembre del 1999  | LINEAR                      |
| 45134 -            | 1999 XN93              | 7 de desembre del 1999  | LINEAR                      |
| 45135 -            | 1999 XN94              | 7 de desembre del 1999  | LINEAR                      |
| 45136 -            | 1999 XO94              | 7 de desembre del 1999  | LINEAR                      |
| 45137 -            | 1999 XH96              | 7 de desembre del 1999  | LINEAR                      |
| 45138 -            | 1999 XC97              | 7 de desembre del 1999  | LINEAR                      |
| 45139 -            | 1999 XP97              | 7 de desembre del 1999  | LINEAR                      |
| 45140 -            | 1999 XW98              | 7 de desembre del 1999  | LINEAR                      |
| 45141 -            | 1999 XZ100             | 7 de desembre del 1999  | LINEAR                      |
| 45142 -            | 1999 XJ102             | 7 de desembre del 1999  | LINEAR                      |
| 45143 -            | 1999 XO103             | 7 de desembre del 1999  | LINEAR                      |
| 45144 -            | 1999 XA104             | 7 de desembre del 1999  | Y. Shimizu, T. Urata        |
| 45145 -            | 1999 XN105             | 8 de desembre del 1999  | H. Shiozawa, T. Urata       |
| 45146 -            | 1999 XC106             | 11 de desembre del 1999 | T. Kobayashi                |
| 45147 -            | 1999 XA108             | 4 de desembre del 1999  | CSS                         |
| 45148 -            | 1999 XD109             | 4 de desembre del 1999  | CSS                         |
| 45149 -            | 1999 XN110             | 5 de desembre del 1999  | CSS                         |
| 45150 -            | 1999 XP110             | 5 de desembre del 1999  | CSS                         |
| 45151 -            | 1999 XB111             | 5 de desembre del 1999  | CSS                         |
| 45152 -            | 1999 XO112             | 11 de desembre del 1999 | LINEAR                      |
| 45153 -            | 1999 XD113             | 11 de desembre del 1999 | LINEAR                      |
| 45154 -            | 1999 XL113             | 11 de desembre del 1999 | LINEAR                      |
| 45155 -            | 1999 XW113             | 11 de desembre del 1999 | LINEAR                      |
| 45156 -            | 1999 XV114             | 11 de desembre del 1999 | LINEAR                      |
| 45157 -            | 1999 XA117             | 5 de desembre del 1999  | CSS                         |
| 45158 -            | 1999 XJ117             | 5 de desembre del 1999  | CSS                         |
| 45159 -            | 1999 XQ119             | 5 de desembre del 1999  | CSS                         |
| 45160 -            | 1999 XS123             | 7 de desembre del 1999  | CSS                         |
| 45161 -            | 1999 XX123             | 7 de desembre del 1999  | CSS                         |
| 45162 -            | 1999 XX124             | 7 de desembre del 1999  | CSS                         |
| 45163 -            | 1999 XE127             | 9 de desembre del 1999  | C. W. Juels                 |
| 45164 -            | 1999 XK127             | 9 de desembre del 1999  | C. W. Juels                 |
| 45165 -            | 1999 XS128             | 10 de desembre del 1999 | LINEAR                      |
| 45166 -            | 1999 XZ128             | 12 de desembre del 1999 | LINEAR                      |
| 45167 -            | 1999 XG129             | 12 de desembre del 1999 | LINEAR                      |
| 45168 -            | 1999 XG130             | 12 de desembre del 1999 | LINEAR                      |
| 45169 -            | 1999 XQ132             | 12 de desembre del 1999 | LINEAR                      |
| 45170 -            | 1999 XF133             | 12 de desembre del 1999 | LINEAR                      |
| 45171 -            | 1999 XB134             | 12 de desembre del 1999 | LINEAR                      |
| 45172 -            | 1999 XG134             | 12 de desembre del 1999 | LINEAR                      |
| 45173 -            | 1999 XU136             | 14 de desembre del 1999 | C. W. Juels                 |
| 45174 -            | 1999 XO137             | 2 de desembre del 1999  | LONEOS                      |
| 45175 -            | 1999 XB140             | 2 de desembre del 1999  | Spacewatch                  |
| 45176 -            | 1999 XQ140             | 2 de desembre del 1999  | Spacewatch                  |
| 45177 -            | 1999 XS140             | 2 de desembre del 1999  | Spacewatch                  |
| 45178 -            | 1999 XW143             | 13 de desembre del 1999 | G. Hug, G. Bell             |
| 45179 -            | 1999 XQ144             | 15 de desembre del 1999 | T. Urata                    |
| 45180 -            | 1999 XK145             | 7 de desembre del 1999  | Spacewatch                  |
| 45181 -            | 1999 XZ146             | 7 de desembre del 1999  | Spacewatch                  |
| 45182 -            | 1999 XC147             | 7 de desembre del 1999  | Spacewatch                  |
| 45183 -            | 1999 XG153             | 7 de desembre del 1999  | LINEAR                      |
| 45184 -            | 1999 XL155             | 8 de desembre del 1999  | LINEAR                      |
| 45185 -            | 1999 XM157             | 8 de desembre del 1999  | LINEAR                      |
| 45186 -            | 1999 XK158             | 8 de desembre del 1999  | LINEAR                      |
| 45187 -            | 1999 XY158             | 8 de desembre del 1999  | LINEAR                      |
| 45188 -            | 1999 XK159             | 8 de desembre del 1999  | LINEAR                      |
| 45189 -            | 1999 XC160             | 8 de desembre del 1999  | LINEAR                      |
| 45190 -            | 1999 XN161             | 13 de desembre del 1999 | LINEAR                      |
| 45191 -            | 1999 XU163             | 8 de desembre del 1999  | CSS                         |
| 45192 -            | 1999 XW163             | 8 de desembre del 1999  | CSS                         |
| 45193 -            | 1999 XD165             | 8 de desembre del 1999  | LINEAR                      |
| 45194 -            | 1999 XJ165             | 8 de desembre del 1999  | LINEAR                      |
| 45195 -            | 1999 XT166             | 10 de desembre del 1999 | LINEAR                      |
| 45196 -            | 1999 XV166             | 10 de desembre del 1999 | LINEAR                      |
| 45197 -            | 1999 XY167             | 10 de desembre del 1999 | LINEAR                      |
| 45198 -            | 1999 XF169             | 10 de desembre del 1999 | LINEAR                      |
| 45199 -            | 1999 XF170             | 10 de desembre del 1999 | LINEAR                      |
| 45200 -            | 1999 XS170             | 10 de desembre del 1999 | LINEAR                      |
| 45201-45300        |                        |                         |                             |
| 45201 -            | 1999 XT170             | 10 de desembre del 1999 | LINEAR                      |
| 45202 -            | 1999 XA171             | 10 de desembre del 1999 | LINEAR                      |
| 45203 -            | 1999 XM171             | 10 de desembre del 1999 | LINEAR                      |
| 45204 -            | 1999 XZ172             | 10 de desembre del 1999 | LINEAR                      |
| 45205 -            | 1999 XJ173             | 10 de desembre del 1999 | LINEAR                      |
| 45206 -            | 1999 XK174             | 10 de desembre del 1999 | LINEAR                      |
| 45207 -            | 1999 XH175             | 10 de desembre del 1999 | LINEAR                      |
| 45208 -            | 1999 XQ175             | 10 de desembre del 1999 | LINEAR                      |
| 45209 -            | 1999 XT178             | 10 de desembre del 1999 | LINEAR                      |
| 45210 -            | 1999 XW178             | 10 de desembre del 1999 | LINEAR                      |
| 45211 -            | 1999 XF179             | 10 de desembre del 1999 | LINEAR                      |
| 45212 -            | 1999 XP180             | 10 de desembre del 1999 | LINEAR                      |
| 45213 -            | 1999 XS181             | 12 de desembre del 1999 | LINEAR                      |
| 45214 -            | 1999 XW181             | 12 de desembre del 1999 | LINEAR                      |
| 45215 -            | 1999 XB183             | 12 de desembre del 1999 | LINEAR                      |
| 45216 -            | 1999 XP183             | 12 de desembre del 1999 | LINEAR                      |
| 45217 -            | 1999 XL186             | 12 de desembre del 1999 | LINEAR                      |
| 45218 -            | 1999 XQ186             | 12 de desembre del 1999 | LINEAR                      |
| 45219 -            | 1999 XE187             | 12 de desembre del 1999 | LINEAR                      |
| 45220 -            | 1999 XK188             | 12 de desembre del 1999 | LINEAR                      |
| 45221 -            | 1999 XQ188             | 12 de desembre del 1999 | LINEAR                      |
| 45222 -            | 1999 XY194             | 12 de desembre del 1999 | LINEAR                      |
| 45223 -            | 1999 XF200             | 12 de desembre del 1999 | LINEAR                      |
| 45224 -            | 1999 XO209             | 13 de desembre del 1999 | LINEAR                      |
| 45225 -            | 1999 XZ212             | 14 de desembre del 1999 | LINEAR                      |
| 45226 -            | 1999 XG213             | 14 de desembre del 1999 | LINEAR                      |
| 45227 -            | 1999 XH213             | 14 de desembre del 1999 | LINEAR                      |
| 45228 -            | 1999 XJ214             | 14 de desembre del 1999 | LINEAR                      |
| 45229 -            | 1999 XS214             | 14 de desembre del 1999 | LINEAR                      |
| 45230 -            | 1999 XV214             | 14 de desembre del 1999 | LINEAR                      |
| 45231 -            | 1999 XT215             | 14 de desembre del 1999 | LINEAR                      |
| 45232 -            | 1999 XZ215             | 13 de desembre del 1999 | Spacewatch                  |
| 45233 -            | 1999 XK216             | 13 de desembre del 1999 | Spacewatch                  |
| 45234 -            | 1999 XA228             | 13 de desembre del 1999 | LONEOS                      |
| 45235 -            | 1999 XD228             | 14 de desembre del 1999 | Spacewatch                  |
| 45236 -            | 1999 XP229             | 7 de desembre del 1999  | CSS                         |
| 45237 -            | 1999 XV229             | 7 de desembre del 1999  | CSS                         |
| 45238 -            | 1999 XM230             | 7 de desembre del 1999  | LONEOS                      |
| 45239 -            | 1999 XV231             | 8 de desembre del 1999  | LINEAR                      |
| 45240 -            | 1999 XL233             | 3 de desembre del 1999  | LINEAR                      |
| 45241 -            | 1999 XE238             | 5 de desembre del 1999  | LONEOS                      |
| 45242 -            | 1999 XT241             | 13 de desembre del 1999 | LONEOS                      |
| 45243 -            | 1999 XB242             | 13 de desembre del 1999 | CSS                         |
| 45244 -            | 1999 XC242             | 13 de desembre del 1999 | CSS                         |
| 45245 -            | 1999 XN242             | 13 de desembre del 1999 | CSS                         |
| 45246 -            | 1999 XF245             | 5 de desembre del 1999  | LINEAR                      |
| 45247 -            | 1999 XY245             | 5 de desembre del 1999  | LINEAR                      |
| 45248 -            | 1999 XO258             | 5 de desembre del 1999  | LONEOS                      |
| 45249 -            | 1999 XZ259             | 7 de desembre del 1999  | Spacewatch                  |
| 45250 -            | 1999 YJ                | 16 de desembre del 1999 | LINEAR                      |
| 45251 -            | 1999 YN                | 16 de desembre del 1999 | LINEAR                      |
| 45252 -            | 1999 YY1               | 16 de desembre del 1999 | Spacewatch                  |
| 45253 -            | 1999 YU4               | 28 de desembre del 1999 | G. Hug, G. Bell             |
| 45254 -            | 1999 YS12              | 27 de desembre del 1999 | Spacewatch                  |
| 45255 -            | 1999 YK13              | 31 de desembre del 1999 | G. Hug, G. Bell             |
| 45256 -            | 1999 YM13              | 31 de desembre del 1999 | LINEAR                      |
| 45257 -            | 1999 YC14              | 31 de desembre del 1999 | Spacewatch                  |
| 45258 -            | 1999 YG18              | 18 de desembre del 1999 | LINEAR                      |
| 45259 -            | 2000 AF1               | 2 de gener del 2000     | Spacewatch                  |
| 45260 -            | 2000 AY1               | 2 de gener del 2000     | K. Korlević                 |
| 45261 Decoen       | 2000 AB2               | 2 de gener del 2000     | S. Sposetti                 |
| 45262 -            | 2000 AG2               | 3 de gener del 2000     | T. Kagawa                   |
| 45263 -            | 2000 AD5               | 3 de gener del 2000     | T. Kojima                   |
| 45264 -            | 2000 AL5               | 4 de gener del 2000     | K. Korlević                 |
| 45265 -            | 2000 AY5               | 4 de gener del 2000     | Spacewatch                  |
| 45266 -            | 2000 AK6               | 4 de gener del 2000     | P. G. Comba                 |
| 45267 -            | 2000 AK7               | 2 de gener del 2000     | LINEAR                      |
| 45268 -            | 2000 AM8               | 2 de gener del 2000     | LINEAR                      |
| 45269 -            | 2000 AR8               | 2 de gener del 2000     | LINEAR                      |
| 45270 -            | 2000 AT8               | 2 de gener del 2000     | LINEAR                      |
| 45271 -            | 2000 AO10              | 3 de gener del 2000     | LINEAR                      |
| 45272 -            | 2000 AC11              | 3 de gener del 2000     | LINEAR                      |
| 45273 -            | 2000 AF11              | 3 de gener del 2000     | LINEAR                      |
| 45274 -            | 2000 AN11              | 3 de gener del 2000     | LINEAR                      |
| 45275 -            | 2000 AK12              | 3 de gener del 2000     | LINEAR                      |
| 45276 -            | 2000 AO12              | 3 de gener del 2000     | LINEAR                      |
| 45277 -            | 2000 AE15              | 3 de gener del 2000     | LINEAR                      |
| 45278 -            | 2000 AL15              | 3 de gener del 2000     | LINEAR                      |
| 45279 -            | 2000 AS15              | 3 de gener del 2000     | LINEAR                      |
| 45280 -            | 2000 AE16              | 3 de gener del 2000     | LINEAR                      |
| 45281 -            | 2000 AA19              | 3 de gener del 2000     | LINEAR                      |
| 45282 -            | 2000 AL19              | 3 de gener del 2000     | LINEAR                      |
| 45283 -            | 2000 AU22              | 3 de gener del 2000     | LINEAR                      |
| 45284 -            | 2000 AO24              | 3 de gener del 2000     | LINEAR                      |
| 45285 -            | 2000 AO26              | 3 de gener del 2000     | LINEAR                      |
| 45286 -            | 2000 AC27              | 3 de gener del 2000     | LINEAR                      |
| 45287 -            | 2000 AB29              | 3 de gener del 2000     | LINEAR                      |
| 45288 -            | 2000 AP29              | 3 de gener del 2000     | LINEAR                      |
| 45289 -            | 2000 AY29              | 3 de gener del 2000     | LINEAR                      |
| 45290 -            | 2000 AG33              | 3 de gener del 2000     | LINEAR                      |
| 45291 -            | 2000 AS33              | 3 de gener del 2000     | LINEAR                      |
| 45292 -            | 2000 AX34              | 3 de gener del 2000     | LINEAR                      |
| 45293 -            | 2000 AA35              | 3 de gener del 2000     | LINEAR                      |
| 45294 -            | 2000 AF37              | 3 de gener del 2000     | LINEAR                      |
| 45295 -            | 2000 AN37              | 3 de gener del 2000     | LINEAR                      |
| 45296 -            | 2000 AZ37              | 3 de gener del 2000     | LINEAR                      |
| 45297 -            | 2000 AN38              | 3 de gener del 2000     | LINEAR                      |
| 45298 Williamon    | 2000 AE42              | 5 de gener del 2000     | A. Block                    |
| 45299 -            | 2000 AL43              | 6 de gener del 2000     | Kleť                        |
| 45300 Thewrewk     | 2000 AF45              | 1 de gener del 2000     | K. Sárneczky, L. Kiss       |
| 45301-45400        |                        |                         |                             |
| 45301 -            | 2000 AW45              | 3 de gener del 2000     | LINEAR                      |
| 45302 -            | 2000 AX46              | 4 de gener del 2000     | LINEAR                      |
| 45303 -            | 2000 AP47              | 4 de gener del 2000     | LINEAR                      |
| 45304 -            | 2000 AQ47              | 4 de gener del 2000     | LINEAR                      |
| 45305 Paulscherrer | 2000 AH48              | 4 de gener del 2000     | S. Sposetti                 |
| 45306 -            | 2000 AC50              | 5 de gener del 2000     | K. Korlević                 |
| 45307 -            | 2000 AO50              | 6 de gener del 2000     | K. Korlević                 |
| 45308 -            | 2000 AR53              | 4 de gener del 2000     | LINEAR                      |
| 45309 -            | 2000 AO54              | 4 de gener del 2000     | LINEAR                      |
| 45310 -            | 2000 AX55              | 4 de gener del 2000     | LINEAR                      |
| 45311 -            | 2000 AK56              | 4 de gener del 2000     | LINEAR                      |
| 45312 -            | 2000 AE57              | 4 de gener del 2000     | LINEAR                      |
| 45313 -            | 2000 AU59              | 4 de gener del 2000     | LINEAR                      |
| 45314 -            | 2000 AP60              | 4 de gener del 2000     | LINEAR                      |
| 45315 -            | 2000 AJ61              | 4 de gener del 2000     | LINEAR                      |
| 45316 -            | 2000 AR61              | 4 de gener del 2000     | LINEAR                      |
| 45317 -            | 2000 AC63              | 4 de gener del 2000     | LINEAR                      |
| 45318 -            | 2000 AG63              | 4 de gener del 2000     | LINEAR                      |
| 45319 -            | 2000 AQ63              | 4 de gener del 2000     | LINEAR                      |
| 45320 -            | 2000 AT63              | 4 de gener del 2000     | LINEAR                      |
| 45321 -            | 2000 AD66              | 4 de gener del 2000     | LINEAR                      |
| 45322 -            | 2000 AT67              | 4 de gener del 2000     | LINEAR                      |
| 45323 -            | 2000 AF68              | 5 de gener del 2000     | LINEAR                      |
| 45324 -            | 2000 AG69              | 5 de gener del 2000     | LINEAR                      |
| 45325 -            | 2000 AD70              | 5 de gener del 2000     | LINEAR                      |
| 45326 -            | 2000 AE72              | 5 de gener del 2000     | LINEAR                      |
| 45327 -            | 2000 AE74              | 5 de gener del 2000     | LINEAR                      |
| 45328 -            | 2000 AM74              | 5 de gener del 2000     | LINEAR                      |
| 45329 -            | 2000 AX74              | 5 de gener del 2000     | LINEAR                      |
| 45330 -            | 2000 AN76              | 5 de gener del 2000     | LINEAR                      |
| 45331 -            | 2000 AZ76              | 5 de gener del 2000     | LINEAR                      |
| 45332 -            | 2000 AM79              | 5 de gener del 2000     | LINEAR                      |
| 45333 -            | 2000 AR81              | 5 de gener del 2000     | LINEAR                      |
| 45334 -            | 2000 AX81              | 5 de gener del 2000     | LINEAR                      |
| 45335 -            | 2000 AA83              | 5 de gener del 2000     | LINEAR                      |
| 45336 -            | 2000 AC83              | 5 de gener del 2000     | LINEAR                      |
| 45337 -            | 2000 AK83              | 5 de gener del 2000     | LINEAR                      |
| 45338 -            | 2000 AT85              | 5 de gener del 2000     | LINEAR                      |
| 45339 -            | 2000 AV85              | 5 de gener del 2000     | LINEAR                      |
| 45340 -            | 2000 AG86              | 5 de gener del 2000     | LINEAR                      |
| 45341 -            | 2000 AX86              | 5 de gener del 2000     | LINEAR                      |
| 45342 -            | 2000 AP87              | 5 de gener del 2000     | LINEAR                      |
| 45343 -            | 2000 AJ88              | 5 de gener del 2000     | LINEAR                      |
| 45344 -            | 2000 AK90              | 5 de gener del 2000     | LINEAR                      |
| 45345 -            | 2000 AD91              | 5 de gener del 2000     | LINEAR                      |
| 45346 -            | 2000 AL91              | 5 de gener del 2000     | LINEAR                      |
| 45347 -            | 2000 AS91              | 5 de gener del 2000     | LINEAR                      |
| 45348 -            | 2000 AZ91              | 5 de gener del 2000     | LINEAR                      |
| 45349 -            | 2000 AP93              | 5 de gener del 2000     | LINEAR                      |
| 45350 -            | 2000 AD95              | 4 de gener del 2000     | LINEAR                      |
| 45351 -            | 2000 AF96              | 4 de gener del 2000     | LINEAR                      |
| 45352 -            | 2000 AC97              | 4 de gener del 2000     | LINEAR                      |
| 45353 -            | 2000 AZ98              | 5 de gener del 2000     | LINEAR                      |
| 45354 -            | 2000 AS99              | 5 de gener del 2000     | LINEAR                      |
| 45355 -            | 2000 AF100             | 5 de gener del 2000     | LINEAR                      |
| 45356 -            | 2000 AA102             | 5 de gener del 2000     | LINEAR                      |
| 45357 -            | 2000 AC102             | 5 de gener del 2000     | LINEAR                      |
| 45358 -            | 2000 AM102             | 5 de gener del 2000     | LINEAR                      |
| 45359 -            | 2000 AN102             | 5 de gener del 2000     | LINEAR                      |
| 45360 -            | 2000 AW102             | 5 de gener del 2000     | LINEAR                      |
| 45361 -            | 2000 AZ102             | 5 de gener del 2000     | LINEAR                      |
| 45362 -            | 2000 AH103             | 5 de gener del 2000     | LINEAR                      |
| 45363 -            | 2000 AF104             | 5 de gener del 2000     | LINEAR                      |
| 45364 -            | 2000 AW104             | 5 de gener del 2000     | LINEAR                      |
| 45365 -            | 2000 AM106             | 5 de gener del 2000     | LINEAR                      |
| 45366 -            | 2000 AN107             | 5 de gener del 2000     | LINEAR                      |
| 45367 -            | 2000 AG108             | 5 de gener del 2000     | LINEAR                      |
| 45368 -            | 2000 AU109             | 5 de gener del 2000     | LINEAR                      |
| 45369 -            | 2000 AM110             | 5 de gener del 2000     | LINEAR                      |
| 45370 -            | 2000 AA111             | 5 de gener del 2000     | LINEAR                      |
| 45371 -            | 2000 AA112             | 5 de gener del 2000     | LINEAR                      |
| 45372 -            | 2000 AT113             | 5 de gener del 2000     | LINEAR                      |
| 45373 -            | 2000 AW113             | 5 de gener del 2000     | LINEAR                      |
| 45374 -            | 2000 AL114             | 5 de gener del 2000     | LINEAR                      |
| 45375 -            | 2000 AZ115             | 5 de gener del 2000     | LINEAR                      |
| 45376 -            | 2000 AP117             | 5 de gener del 2000     | LINEAR                      |
| 45377 -            | 2000 AX117             | 5 de gener del 2000     | LINEAR                      |
| 45378 -            | 2000 AD118             | 5 de gener del 2000     | LINEAR                      |
| 45379 -            | 2000 AT120             | 5 de gener del 2000     | LINEAR                      |
| 45380 -            | 2000 AW120             | 5 de gener del 2000     | LINEAR                      |
| 45381 -            | 2000 AN122             | 5 de gener del 2000     | LINEAR                      |
| 45382 -            | 2000 AV123             | 5 de gener del 2000     | LINEAR                      |
| 45383 -            | 2000 AP124             | 5 de gener del 2000     | LINEAR                      |
| 45384 -            | 2000 AB125             | 5 de gener del 2000     | LINEAR                      |
| 45385 -            | 2000 AF125             | 5 de gener del 2000     | LINEAR                      |
| 45386 -            | 2000 AO125             | 5 de gener del 2000     | LINEAR                      |
| 45387 -            | 2000 AW125             | 5 de gener del 2000     | LINEAR                      |
| 45388 -            | 2000 AB127             | 5 de gener del 2000     | LINEAR                      |
| 45389 -            | 2000 AP128             | 5 de gener del 2000     | LINEAR                      |
| 45390 -            | 2000 AW128             | 5 de gener del 2000     | LINEAR                      |
| 45391 -            | 2000 AA129             | 5 de gener del 2000     | LINEAR                      |
| 45392 -            | 2000 AR129             | 5 de gener del 2000     | LINEAR                      |
| 45393 -            | 2000 AU130             | 6 de gener del 2000     | LINEAR                      |
| 45394 -            | 2000 AO132             | 3 de gener del 2000     | LINEAR                      |
| 45395 -            | 2000 AQ134             | 4 de gener del 2000     | LINEAR                      |
| 45396 -            | 2000 AS138             | 5 de gener del 2000     | LINEAR                      |
| 45397 -            | 2000 AW138             | 5 de gener del 2000     | LINEAR                      |
| 45398 -            | 2000 AH139             | 5 de gener del 2000     | LINEAR                      |
| 45399 -            | 2000 AW139             | 5 de gener del 2000     | LINEAR                      |
| 45400 -            | 2000 AW140             | 5 de gener del 2000     | LINEAR                      |
| 45401-45500        |                        |                         |                             |
| 45401 -            | 2000 AX140             | 5 de gener del 2000     | LINEAR                      |
| 45402 -            | 2000 AZ140             | 5 de gener del 2000     | LINEAR                      |
| 45403 -            | 2000 AL141             | 5 de gener del 2000     | LINEAR                      |
| 45404 -            | 2000 AP141             | 5 de gener del 2000     | LINEAR                      |
| 45405 -            | 2000 AY141             | 5 de gener del 2000     | LINEAR                      |
| 45406 -            | 2000 AG142             | 5 de gener del 2000     | LINEAR                      |
| 45407 -            | 2000 AJ142             | 5 de gener del 2000     | LINEAR                      |
| 45408 -            | 2000 AO142             | 5 de gener del 2000     | LINEAR                      |
| 45409 -            | 2000 AT143             | 5 de gener del 2000     | LINEAR                      |
| 45410 -            | 2000 AA144             | 5 de gener del 2000     | LINEAR                      |
| 45411 -            | 2000 AN144             | 5 de gener del 2000     | LINEAR                      |
| 45412 -            | 2000 AN147             | 5 de gener del 2000     | LINEAR                      |
| 45413 -            | 2000 AY147             | 5 de gener del 2000     | LINEAR                      |
| 45414 -            | 2000 AE149             | 7 de gener del 2000     | LINEAR                      |
| 45415 -            | 2000 AN149             | 7 de gener del 2000     | LINEAR                      |
| 45416 -            | 2000 AX151             | 8 de gener del 2000     | LINEAR                      |
| 45417 -            | 2000 AZ151             | 8 de gener del 2000     | LINEAR                      |
| 45418 -            | 2000 AV155             | 3 de gener del 2000     | LINEAR                      |
| 45419 -            | 2000 AV158             | 3 de gener del 2000     | LINEAR                      |
| 45420 -            | 2000 AG159             | 3 de gener del 2000     | LINEAR                      |
| 45421 -            | 2000 AL159             | 3 de gener del 2000     | LINEAR                      |
| 45422 -            | 2000 AG162             | 4 de gener del 2000     | LINEAR                      |
| 45423 -            | 2000 AR162             | 4 de gener del 2000     | LINEAR                      |
| 45424 -            | 2000 AY164             | 7 de gener del 2000     | LINEAR                      |
| 45425 -            | 2000 AY166             | 8 de gener del 2000     | LINEAR                      |
| 45426 -            | 2000 AZ166             | 8 de gener del 2000     | LINEAR                      |
| 45427 -            | 2000 AA167             | 8 de gener del 2000     | LINEAR                      |
| 45428 -            | 2000 AN167             | 8 de gener del 2000     | LINEAR                      |
| 45429 -            | 2000 AO169             | 7 de gener del 2000     | LINEAR                      |
| 45430 -            | 2000 AW169             | 7 de gener del 2000     | LINEAR                      |
| 45431 -            | 2000 AR170             | 7 de gener del 2000     | LINEAR                      |
| 45432 -            | 2000 AQ172             | 7 de gener del 2000     | LINEAR                      |
| 45433 -            | 2000 AA173             | 7 de gener del 2000     | LINEAR                      |
| 45434 -            | 2000 AX173             | 7 de gener del 2000     | LINEAR                      |
| 45435 -            | 2000 AF174             | 7 de gener del 2000     | LINEAR                      |
| 45436 -            | 2000 AD176             | 7 de gener del 2000     | LINEAR                      |
| 45437 -            | 2000 AF177             | 7 de gener del 2000     | LINEAR                      |
| 45438 -            | 2000 AJ177             | 7 de gener del 2000     | LINEAR                      |
| 45439 -            | 2000 AO177             | 7 de gener del 2000     | LINEAR                      |
| 45440 -            | 2000 AQ177             | 7 de gener del 2000     | LINEAR                      |
| 45441 -            | 2000 AX177             | 7 de gener del 2000     | LINEAR                      |
| 45442 -            | 2000 AK179             | 7 de gener del 2000     | LINEAR                      |
| 45443 -            | 2000 AR179             | 7 de gener del 2000     | LINEAR                      |
| 45444 -            | 2000 AD180             | 7 de gener del 2000     | LINEAR                      |
| 45445 -            | 2000 AR181             | 7 de gener del 2000     | LINEAR                      |
| 45446 -            | 2000 AX186             | 8 de gener del 2000     | LINEAR                      |
| 45447 -            | 2000 AH188             | 8 de gener del 2000     | LINEAR                      |
| 45448 -            | 2000 AJ188             | 8 de gener del 2000     | LINEAR                      |
| 45449 -            | 2000 AQ188             | 8 de gener del 2000     | LINEAR                      |
| 45450 -            | 2000 AC191             | 8 de gener del 2000     | LINEAR                      |
| 45451 -            | 2000 AJ191             | 8 de gener del 2000     | LINEAR                      |
| 45452 -            | 2000 AZ191             | 8 de gener del 2000     | LINEAR                      |
| 45453 -            | 2000 AB193             | 8 de gener del 2000     | LINEAR                      |
| 45454 -            | 2000 AC193             | 8 de gener del 2000     | LINEAR                      |
| 45455 -            | 2000 AB195             | 8 de gener del 2000     | LINEAR                      |
| 45456 -            | 2000 AD195             | 8 de gener del 2000     | LINEAR                      |
| 45457 -            | 2000 AL195             | 8 de gener del 2000     | LINEAR                      |
| 45458 -            | 2000 AZ195             | 8 de gener del 2000     | LINEAR                      |
| 45459 -            | 2000 AM196             | 8 de gener del 2000     | LINEAR                      |
| 45460 -            | 2000 AS197             | 8 de gener del 2000     | LINEAR                      |
| 45461 -            | 2000 AW197             | 8 de gener del 2000     | LINEAR                      |
| 45462 -            | 2000 AZ197             | 8 de gener del 2000     | LINEAR                      |
| 45463 -            | 2000 AL198             | 8 de gener del 2000     | LINEAR                      |
| 45464 -            | 2000 AV198             | 8 de gener del 2000     | LINEAR                      |
| 45465 -            | 2000 AN200             | 9 de gener del 2000     | LINEAR                      |
| 45466 -            | 2000 AZ201             | 9 de gener del 2000     | LINEAR                      |
| 45467 -            | 2000 AK203             | 10 de gener del 2000    | LINEAR                      |
| 45468 -            | 2000 AL203             | 10 de gener del 2000    | LINEAR                      |
| 45469 -            | 2000 AY203             | 10 de gener del 2000    | LINEAR                      |
| 45470 -            | 2000 AZ203             | 10 de gener del 2000    | LINEAR                      |
| 45471 -            | 2000 AG204             | 13 de gener del 2000    | Kleť                        |
| 45472 -            | 2000 AJ208             | 4 de gener del 2000     | Spacewatch                  |
| 45473 -            | 2000 AG212             | 5 de gener del 2000     | Spacewatch                  |
| 45474 -            | 2000 AW215             | 7 de gener del 2000     | Spacewatch                  |
| 45475 -            | 2000 AN216             | 8 de gener del 2000     | Spacewatch                  |
| 45476 -            | 2000 AU226             | 9 de gener del 2000     | Spacewatch                  |
| 45477 -            | 2000 AA227             | 9 de gener del 2000     | Spacewatch                  |
| 45478 -            | 2000 AS230             | 3 de gener del 2000     | Spacewatch                  |
| 45479 -            | 2000 AZ231             | 4 de gener del 2000     | LINEAR                      |
| 45480 -            | 2000 AH233             | 4 de gener del 2000     | Spacewatch                  |
| 45481 -            | 2000 AK233             | 4 de gener del 2000     | LINEAR                      |
| 45482 -            | 2000 AU233             | 5 de gener del 2000     | LINEAR                      |
| 45483 -            | 2000 AP235             | 5 de gener del 2000     | LINEAR                      |
| 45484 -            | 2000 AV235             | 5 de gener del 2000     | LINEAR                      |
| 45485 -            | 2000 AS236             | 5 de gener del 2000     | LINEAR                      |
| 45486 -            | 2000 AF237             | 5 de gener del 2000     | LINEAR                      |
| 45487 -            | 2000 AR237             | 5 de gener del 2000     | LINEAR                      |
| 45488 -            | 2000 AD238             | 6 de gener del 2000     | LINEAR                      |
| 45489 -            | 2000 AW239             | 6 de gener del 2000     | LONEOS                      |
| 45490 -            | 2000 AV240             | 7 de gener del 2000     | LONEOS                      |
| 45491 -            | 2000 AB241             | 7 de gener del 2000     | LONEOS                      |
| 45492 -            | 2000 AD241             | 7 de gener del 2000     | LONEOS                      |
| 45493 -            | 2000 AE241             | 7 de gener del 2000     | LINEAR                      |
| 45494 -            | 2000 AT242             | 7 de gener del 2000     | LINEAR                      |
| 45495 -            | 2000 AF243             | 7 de gener del 2000     | LONEOS                      |
| 45496 -            | 2000 AO245             | 10 de gener del 2000    | LINEAR                      |
| 45497 -            | 2000 AB248             | 2 de gener del 2000     | LINEAR                      |
| 45498 -            | 2000 BH                | 23 de gener del 2000    | Olathe                      |
| 45499 -            | 2000 BV2               | 16 de gener del 2000    | K. Korlević                 |
| 45500 Motegi       | 2000 BN3               | 27 de gener del 2000    | T. Kobayashi                |
| 45501-45600        |                        |                         |                             |
| 45501 -            | 2000 BQ3               | 27 de gener del 2000    | T. Kobayashi                |
| 45502 -            | 2000 BZ8               | 29 de gener del 2000    | LINEAR                      |
| 45503 -            | 2000 BE15              | 31 de gener del 2000    | T. Kobayashi                |
| 45504 -            | 2000 BX15              | 29 de gener del 2000    | LINEAR                      |
| 45505 -            | 2000 BE17              | 30 de gener del 2000    | LINEAR                      |
| 45506 -            | 2000 BN17              | 30 de gener del 2000    | LINEAR                      |
| 45507 -            | 2000 BM18              | 30 de gener del 2000    | LINEAR                      |
| 45508 -            | 2000 BN18              | 30 de gener del 2000    | LINEAR                      |
| 45509 -            | 2000 BZ22              | 30 de gener del 2000    | CSS                         |
| 45510 -            | 2000 BB23              | 30 de gener del 2000    | CSS                         |
| 45511 -            | 2000 BC23              | 30 de gener del 2000    | CSS                         |
| 45512 -            | 2000 BD23              | 30 de gener del 2000    | CSS                         |
| 45513 -            | 2000 BR23              | 27 de gener del 2000    | LINEAR                      |
| 45514 -            | 2000 BV23              | 29 de gener del 2000    | LINEAR                      |
| 45515 -            | 2000 BF25              | 30 de gener del 2000    | LINEAR                      |
| 45516 -            | 2000 BE28              | 31 de gener del 2000    | LINEAR                      |
| 45517 -            | 2000 BE31              | 30 de gener del 2000    | CSS                         |
| 45518 -            | 2000 BO33              | 30 de gener del 2000    | CSS                         |
| 45519 -            | 2000 BS33              | 30 de gener del 2000    | CSS                         |
| 45520 -            | 2000 BS35              | 31 de gener del 2000    | LINEAR                      |
| 45521 -            | 2000 BP39              | 27 de gener del 2000    | Spacewatch                  |
| 45522 -            | 2000 BP47              | 31 de gener del 2000    | LINEAR                      |
| 45523 -            | 2000 BU47              | 27 de gener del 2000    | Spacewatch                  |
| 45524 -            | 2000 CL2               | 2 de febrer del 2000    | T. Kobayashi                |
| 45525 -            | 2000 CC4               | 2 de febrer del 2000    | LINEAR                      |
| 45526 -            | 2000 CG4               | 2 de febrer del 2000    | LINEAR                      |
| 45527 -            | 2000 CN5               | 2 de febrer del 2000    | LINEAR                      |
| 45528 -            | 2000 CF9               | 2 de febrer del 2000    | LINEAR                      |
| 45529 -            | 2000 CJ11              | 2 de febrer del 2000    | LINEAR                      |
| 45530 -            | 2000 CP12              | 2 de febrer del 2000    | LINEAR                      |
| 45531 -            | 2000 CM14              | 2 de febrer del 2000    | LINEAR                      |
| 45532 -            | 2000 CE21              | 2 de febrer del 2000    | LINEAR                      |
| 45533 -            | 2000 CH23              | 2 de febrer del 2000    | LINEAR                      |
| 45534 -            | 2000 CD25              | 2 de febrer del 2000    | LINEAR                      |
| 45535 -            | 2000 CK25              | 2 de febrer del 2000    | LINEAR                      |
| 45536 -            | 2000 CK27              | 2 de febrer del 2000    | LINEAR                      |
| 45537 -            | 2000 CG28              | 2 de febrer del 2000    | LINEAR                      |
| 45538 -            | 2000 CG29              | 2 de febrer del 2000    | LINEAR                      |
| 45539 -            | 2000 CM32              | 2 de febrer del 2000    | LINEAR                      |
| 45540 -            | 2000 CY33              | 4 de febrer del 2000    | K. Korlević                 |
| 45541 -            | 2000 CW35              | 2 de febrer del 2000    | LINEAR                      |
| 45542 -            | 2000 CE36              | 2 de febrer del 2000    | LINEAR                      |
| 45543 -            | 2000 CQ36              | 2 de febrer del 2000    | LINEAR                      |
| 45544 -            | 2000 CS36              | 2 de febrer del 2000    | LINEAR                      |
| 45545 -            | 2000 CA38              | 3 de febrer del 2000    | LINEAR                      |
| 45546 -            | 2000 CE41              | 6 de febrer del 2000    | P. G. Comba                 |
| 45547 -            | 2000 CB43              | 2 de febrer del 2000    | LINEAR                      |
| 45548 -            | 2000 CF43              | 2 de febrer del 2000    | LINEAR                      |
| 45549 -            | 2000 CY44              | 2 de febrer del 2000    | LINEAR                      |
| 45550 -            | 2000 CX46              | 2 de febrer del 2000    | LINEAR                      |
| 45551 -            | 2000 CF47              | 2 de febrer del 2000    | LINEAR                      |
| 45552 -            | 2000 CQ47              | 2 de febrer del 2000    | LINEAR                      |
| 45553 -            | 2000 CO48              | 2 de febrer del 2000    | LINEAR                      |
| 45554 -            | 2000 CX48              | 2 de febrer del 2000    | LINEAR                      |
| 45555 -            | 2000 CF50              | 2 de febrer del 2000    | LINEAR                      |
| 45556 -            | 2000 CM51              | 2 de febrer del 2000    | LINEAR                      |
| 45557 -            | 2000 CV51              | 2 de febrer del 2000    | LINEAR                      |
| 45558 -            | 2000 CR52              | 2 de febrer del 2000    | LINEAR                      |
| 45559 -            | 2000 CB53              | 2 de febrer del 2000    | LINEAR                      |
| 45560 -            | 2000 CW53              | 2 de febrer del 2000    | LINEAR                      |
| 45561 -            | 2000 CA56              | 4 de febrer del 2000    | LINEAR                      |
| 45562 -            | 2000 CD56              | 4 de febrer del 2000    | LINEAR                      |
| 45563 -            | 2000 CS56              | 4 de febrer del 2000    | LINEAR                      |
| 45564 -            | 2000 CV56              | 4 de febrer del 2000    | LINEAR                      |
| 45565 -            | 2000 CD57              | 5 de febrer del 2000    | LINEAR                      |
| 45566 -            | 2000 CK58              | 5 de febrer del 2000    | LINEAR                      |
| 45567 -            | 2000 CQ60              | 2 de febrer del 2000    | LINEAR                      |
| 45568 -            | 2000 CL62              | 2 de febrer del 2000    | LINEAR                      |
| 45569 -            | 2000 CK63              | 2 de febrer del 2000    | LINEAR                      |
| 45570 -            | 2000 CQ63              | 2 de febrer del 2000    | LINEAR                      |
| 45571 -            | 2000 CZ64              | 3 de febrer del 2000    | LINEAR                      |
| 45572 -            | 2000 CR71              | 7 de febrer del 2000    | LINEAR                      |
| 45573 -            | 2000 CZ72              | 2 de febrer del 2000    | LINEAR                      |
| 45574 -            | 2000 CE73              | 7 de febrer del 2000    | Spacewatch                  |
| 45575 -            | 2000 CC75              | 8 de febrer del 2000    | LINEAR                      |
| 45576 -            | 2000 CD75              | 10 de febrer del 2000   | H. Mikuž                    |
| 45577 -            | 2000 CT76              | 10 de febrer del 2000   | K. Korlević                 |
| 45578 -            | 2000 CL77              | 8 de febrer del 2000    | P. G. Comba                 |
| 45579 -            | 2000 CE80              | 8 de febrer del 2000    | Spacewatch                  |
| 45580 -            | 2000 CB81              | 10 de febrer del 2000   | D. Bergeron                 |
| 45581 -            | 2000 CN82              | 4 de febrer del 2000    | LINEAR                      |
| 45582 -            | 2000 CH83              | 4 de febrer del 2000    | LINEAR                      |
| 45583 -            | 2000 CK87              | 4 de febrer del 2000    | LINEAR                      |
| 45584 -            | 2000 CY88              | 4 de febrer del 2000    | LINEAR                      |
| 45585 -            | 2000 CA89              | 4 de febrer del 2000    | LINEAR                      |
| 45586 -            | 2000 CC91              | 6 de febrer del 2000    | LINEAR                      |
| 45587 -            | 2000 CT91              | 6 de febrer del 2000    | LINEAR                      |
| 45588 -            | 2000 CP92              | 6 de febrer del 2000    | LINEAR                      |
| 45589 -            | 2000 CM97              | 13 de febrer del 2000   | K. Korlević                 |
| 45590 -            | 2000 CU101             | 14 de febrer del 2000   | Črni Vrh                    |
| 45591 -            | 2000 CQ103             | 8 de febrer del 2000    | LINEAR                      |
| 45592 -            | 2000 CS103             | 8 de febrer del 2000    | LINEAR                      |
| 45593 -            | 2000 CT103             | 8 de febrer del 2000    | LINEAR                      |
| 45594 -            | 2000 CJ111             | 6 de febrer del 2000    | CSS                         |
| 45595 -            | 2000 CK111             | 6 de febrer del 2000    | CSS                         |
| 45596 -            | 2000 CF112             | 7 de febrer del 2000    | CSS                         |
| 45597 -            | 2000 CK120             | 2 de febrer del 2000    | LINEAR                      |
| 45598 -            | 2000 CN120             | 3 de febrer del 2000    | LINEAR                      |
| 45599 -            | 2000 DJ3               | 27 de febrer del 2000   | K. Korlević, M. Jurić       |
| 45600 -            | 2000 DD4               | 28 de febrer del 2000   | LINEAR                      |
| 45601-45700        |                        |                         |                             |
| 45601 -            | 2000 DE5               | 28 de febrer del 2000   | LINEAR                      |
| 45602 -            | 2000 DX17              | 28 de febrer del 2000   | Črni Vrh                    |
| 45603 -            | 2000 DC18              | 28 de febrer del 2000   | LINEAR                      |
| 45604 -            | 2000 DH24              | 29 de febrer del 2000   | LINEAR                      |
| 45605 -            | 2000 DM28              | 29 de febrer del 2000   | LINEAR                      |
| 45606 -            | 2000 DE32              | 29 de febrer del 2000   | LINEAR                      |
| 45607 -            | 2000 DG36              | 29 de febrer del 2000   | LINEAR                      |
| 45608 -            | 2000 DZ41              | 29 de febrer del 2000   | LINEAR                      |
| 45609 -            | 2000 DN46              | 29 de febrer del 2000   | LINEAR                      |
| 45610 -            | 2000 DJ48              | 29 de febrer del 2000   | LINEAR                      |
| 45611 -            | 2000 DV54              | 29 de febrer del 2000   | LINEAR                      |
| 45612 -            | 2000 DB59              | 29 de febrer del 2000   | LINEAR                      |
| 45613 -            | 2000 DJ59              | 29 de febrer del 2000   | LINEAR                      |
| 45614 -            | 2000 DA63              | 29 de febrer del 2000   | LINEAR                      |
| 45615 -            | 2000 DG63              | 29 de febrer del 2000   | LINEAR                      |
| 45616 -            | 2000 DN66              | 29 de febrer del 2000   | LINEAR                      |
| 45617 -            | 2000 DY71              | 29 de febrer del 2000   | LINEAR                      |
| 45618 -            | 2000 DO72              | 29 de febrer del 2000   | LINEAR                      |
| 45619 -            | 2000 DS78              | 29 de febrer del 2000   | LINEAR                      |
| 45620 -            | 2000 DY80              | 28 de febrer del 2000   | LINEAR                      |
| 45621 -            | 2000 DL87              | 29 de febrer del 2000   | LINEAR                      |
| 45622 -            | 2000 DN87              | 29 de febrer del 2000   | LINEAR                      |
| 45623 -            | 2000 DT93              | 28 de febrer del 2000   | LINEAR                      |
| 45624 -            | 2000 DY93              | 28 de febrer del 2000   | LINEAR                      |
| 45625 -            | 2000 DE95              | 28 de febrer del 2000   | LINEAR                      |
| 45626 -            | 2000 DF95              | 28 de febrer del 2000   | LINEAR                      |
| 45627 -            | 2000 DY97              | 29 de febrer del 2000   | LINEAR                      |
| 45628 -            | 2000 DD99              | 29 de febrer del 2000   | LINEAR                      |
| 45629 -            | 2000 DT99              | 29 de febrer del 2000   | LINEAR                      |
| 45630 -            | 2000 DO101             | 29 de febrer del 2000   | LINEAR                      |
| 45631 -            | 2000 DY105             | 29 de febrer del 2000   | LINEAR                      |
| 45632 -            | 2000 DS106             | 29 de febrer del 2000   | LINEAR                      |
| 45633 -            | 2000 EY1               | 3 de març del 2000      | LINEAR                      |
| 45634 -            | 2000 EH11              | 4 de març del 2000      | LINEAR                      |
| 45635 -            | 2000 EY11              | 4 de març del 2000      | LINEAR                      |
| 45636 -            | 2000 EG12              | 4 de març del 2000      | LINEAR                      |
| 45637 -            | 2000 EW12              | 4 de març del 2000      | LINEAR                      |
| 45638 -            | 2000 EK20              | 3 de març del 2000      | CSS                         |
| 45639 -            | 2000 EP20              | 3 de març del 2000      | CSS                         |
| 45640 -            | 2000 ED21              | 3 de març del 2000      | CSS                         |
| 45641 -            | 2000 EK21              | 3 de març del 2000      | CSS                         |
| 45642 -            | 2000 EU34              | 5 de març del 2000      | LINEAR                      |
| 45643 -            | 2000 EG37              | 8 de març del 2000      | LINEAR                      |
| 45644 -            | 2000 EU37              | 8 de març del 2000      | LINEAR                      |
| 45645 -            | 2000 EY41              | 8 de març del 2000      | LINEAR                      |
| 45646 -            | 2000 EE45              | 9 de març del 2000      | LINEAR                      |
| 45647 -            | 2000 EF46              | 9 de març del 2000      | LINEAR                      |
| 45648 -            | 2000 ED47              | 9 de març del 2000      | LINEAR                      |
| 45649 -            | 2000 EN49              | 9 de març del 2000      | LINEAR                      |
| 45650 -            | 2000 EV49              | 6 de març del 2000      | K. Korlević                 |
| 45651 -            | 2000 EK60              | 10 de març del 2000     | LINEAR                      |
| 45652 -            | 2000 EK61              | 10 de març del 2000     | LINEAR                      |
| 45653 -            | 2000 EL62              | 10 de març del 2000     | LINEAR                      |
| 45654 -            | 2000 EV71              | 10 de març del 2000     | Spacewatch                  |
| 45655 -            | 2000 EW71              | 10 de març del 2000     | Spacewatch                  |
| 45656 -            | 2000 EN74              | 10 de març del 2000     | Spacewatch                  |
| 45657 -            | 2000 EK76              | 5 de març del 2000      | LINEAR                      |
| 45658 -            | 2000 EA80              | 5 de març del 2000      | LINEAR                      |
| 45659 -            | 2000 EL84              | 6 de març del 2000      | LINEAR                      |
| 45660 -            | 2000 EU84              | 8 de març del 2000      | LINEAR                      |
| 45661 -            | 2000 EX84              | 8 de març del 2000      | LINEAR                      |
| 45662 -            | 2000 EY84              | 8 de març del 2000      | LINEAR                      |
| 45663 -            | 2000 EF85              | 8 de març del 2000      | LINEAR                      |
| 45664 -            | 2000 EC88              | 9 de març del 2000      | LINEAR                      |
| 45665 -            | 2000 EM88              | 9 de març del 2000      | LINEAR                      |
| 45666 -            | 2000 EX91              | 9 de març del 2000      | LINEAR                      |
| 45667 -            | 2000 EG93              | 9 de març del 2000      | LINEAR                      |
| 45668 -            | 2000 EU94              | 9 de març del 2000      | LINEAR                      |
| 45669 -            | 2000 ET96              | 10 de març del 2000     | LINEAR                      |
| 45670 -            | 2000 EK103             | 12 de març del 2000     | LINEAR                      |
| 45671 -            | 2000 EA104             | 14 de març del 2000     | LINEAR                      |
| 45672 -            | 2000 EE109             | 8 de març del 2000      | NEAT                        |
| 45673 -            | 2000 ES111             | 9 de març del 2000      | Spacewatch                  |
| 45674 -            | 2000 EY111             | 9 de març del 2000      | LINEAR                      |
| 45675 -            | 2000 EG112             | 9 de març del 2000      | LINEAR                      |
| 45676 -            | 2000 EG117             | 10 de març del 2000     | NEAT                        |
| 45677 -            | 2000 EJ120             | 11 de març del 2000     | LONEOS                      |
| 45678 -            | 2000 EQ127             | 11 de març del 2000     | LONEOS                      |
| 45679 -            | 2000 EZ127             | 11 de març del 2000     | LONEOS                      |
| 45680 -            | 2000 EF130             | 11 de març del 2000     | LONEOS                      |
| 45681 -            | 2000 ET131             | 11 de març del 2000     | LONEOS                      |
| 45682 -            | 2000 EX131             | 11 de març del 2000     | LONEOS                      |
| 45683 -            | 2000 EO135             | 11 de març del 2000     | LONEOS                      |
| 45684 -            | 2000 EE137             | 13 de març del 2000     | LINEAR                      |
| 45685 -            | 2000 EA139             | 11 de març del 2000     | CSS                         |
| 45686 -            | 2000 EM139             | 11 de març del 2000     | LONEOS                      |
| 45687 -            | 2000 EK140             | 1 de març del 2000      | CSS                         |
| 45688 -            | 2000 EV142             | 3 de març del 2000      | CSS                         |
| 45689 -            | 2000 EC144             | 3 de març del 2000      | CSS                         |
| 45690 -            | 2000 EL146             | 4 de març del 2000      | CSS                         |
| 45691 -            | 2000 EF148             | 4 de març del 2000      | CSS                         |
| 45692 -            | 2000 EJ148             | 4 de març del 2000      | CSS                         |
| 45693 -            | 2000 EB150             | 5 de març del 2000      | LINEAR                      |
| 45694 -            | 2000 EC150             | 5 de març del 2000      | NEAT                        |
| 45695 -            | 2000 ET150             | 5 de març del 2000      | NEAT                        |
| 45696 -            | 2000 EM167             | 4 de març del 2000      | LINEAR                      |
| 45697 -            | 2000 EP174             | 5 de març del 2000      | LINEAR                      |
| 45698 -            | 2000 EG197             | 4 de març del 2000      | LINEAR                      |
| 45699 -            | 2000 EO199             | 1 de març del 2000      | CSS                         |
| 45700 -            | 2000 EP204             | 3 de març del 2000      | CSS                         |
| 45701-45800        |                        |                         |                             |
| 45701 -            | 2000 FE11              | 28 de març del 2000     | LINEAR                      |
| 45702 -            | 2000 FJ15              | 29 de març del 2000     | LINEAR                      |
| 45703 -            | 2000 FH19              | 29 de març del 2000     | LINEAR                      |
| 45704 -            | 2000 FZ19              | 29 de març del 2000     | LINEAR                      |
| 45705 -            | 2000 FD31              | 28 de març del 2000     | LINEAR                      |
| 45706 -            | 2000 FT31              | 29 de març del 2000     | LINEAR                      |
| 45707 -            | 2000 FZ31              | 29 de març del 2000     | LINEAR                      |
| 45708 -            | 2000 FD35              | 29 de març del 2000     | LINEAR                      |
| 45709 -            | 2000 FR36              | 29 de març del 2000     | LINEAR                      |
| 45710 -            | 2000 FD40              | 29 de març del 2000     | LINEAR                      |
| 45711 -            | 2000 FD43              | 28 de març del 2000     | LINEAR                      |
| 45712 -            | 2000 FR44              | 29 de març del 2000     | LINEAR                      |
| 45713 -            | 2000 FK51              | 29 de març del 2000     | Spacewatch                  |
| 45714 -            | 2000 FV58              | 26 de març del 2000     | LONEOS                      |
| 45715 -            | 2000 FR66              | 25 de març del 2000     | Spacewatch                  |
| 45716 -            | 2000 GK8               | 5 d'abril del 2000      | LINEAR                      |
| 45717 -            | 2000 GZ11              | 5 d'abril del 2000      | LINEAR                      |
| 45718 -            | 2000 GO21              | 5 d'abril del 2000      | LINEAR                      |
| 45719 -            | 2000 GR26              | 5 d'abril del 2000      | LINEAR                      |
| 45720 -            | 2000 GZ33              | 5 d'abril del 2000      | LINEAR                      |
| 45721 -            | 2000 GZ42              | 5 d'abril del 2000      | LINEAR                      |
| 45722 -            | 2000 GA56              | 5 d'abril del 2000      | LINEAR                      |
| 45723 -            | 2000 GN58              | 5 d'abril del 2000      | LINEAR                      |
| 45724 -            | 2000 GJ68              | 5 d'abril del 2000      | LINEAR                      |
| 45725 -            | 2000 GJ77              | 5 d'abril del 2000      | LINEAR                      |
| 45726 -            | 2000 GL83              | 3 d'abril del 2000      | LINEAR                      |
| 45727 -            | 2000 GQ83              | 3 d'abril del 2000      | LINEAR                      |
| 45728 -            | 2000 GC86              | 4 d'abril del 2000      | LINEAR                      |
| 45729 -            | 2000 GB89              | 4 d'abril del 2000      | LINEAR                      |
| 45730 -            | 2000 GS106             | 7 d'abril del 2000      | LINEAR                      |
| 45731 -            | 2000 GM124             | 7 d'abril del 2000      | LINEAR                      |
| 45732 -            | 2000 GL136             | 12 d'abril del 2000     | LINEAR                      |
| 45733 -            | 2000 GV139             | 4 d'abril del 2000      | LONEOS                      |
| 45734 -            | 2000 GN140             | 4 d'abril del 2000      | LONEOS                      |
| 45735 -            | 2000 GC159             | 7 d'abril del 2000      | LINEAR                      |
| 45736 -            | 2000 GA170             | 4 d'abril del 2000      | LONEOS                      |
| 45737 Benita       | 2000 HB                | 22 d'abril del 2000     | B. A. Segal                 |
| 45738 -            | 2000 HY19              | 27 d'abril del 2000     | Spacewatch                  |
| 45739 -            | 2000 HR25              | 24 d'abril del 2000     | LONEOS                      |
| 45740 -            | 2000 HG27              | 27 d'abril del 2000     | LINEAR                      |
| 45741 -            | 2000 HT33              | 24 d'abril del 2000     | LONEOS                      |
| 45742 -            | 2000 HJ44              | 26 d'abril del 2000     | LONEOS                      |
| 45743 -            | 2000 HR53              | 29 d'abril del 2000     | LINEAR                      |
| 45744 -            | 2000 HU57              | 24 d'abril del 2000     | LONEOS                      |
| 45745 -            | 2000 HU84              | 30 d'abril del 2000     | NEAT                        |
| 45746 -            | 2000 JW14              | 6 de maig del 2000      | LINEAR                      |
| 45747 -            | 2000 JR38              | 7 de maig del 2000      | LINEAR                      |
| 45748 -            | 2000 JD62              | 7 de maig del 2000      | LINEAR                      |
| 45749 -            | 2000 JR64              | 4 de maig del 2000      | LONEOS                      |
| 45750 -            | 2000 JC65              | 5 de maig del 2000      | LINEAR                      |
| 45751 -            | 2000 JH66              | 6 de maig del 2000      | LINEAR                      |
| 45752 -            | 2000 JY70              | 1 de maig del 2000      | LONEOS                      |
| 45753 -            | 2000 JL72              | 1 de maig del 2000      | Spacewatch                  |
| 45754 -            | 2000 KC14              | 28 de maig del 2000     | LINEAR                      |
| 45755 -            | 2000 KL18              | 28 de maig del 2000     | LINEAR                      |
| 45756 -            | 2000 KV26              | 28 de maig del 2000     | LINEAR                      |
| 45757 -            | 2000 KH29              | 28 de maig del 2000     | LINEAR                      |
| 45758 -            | 2000 KN29              | 28 de maig del 2000     | LINEAR                      |
| 45759 -            | 2000 KQ41              | 27 de maig del 2000     | LINEAR                      |
| 45760 -            | 2000 KY43              | 30 de maig del 2000     | P. Kušnirák                 |
| 45761 -            | 2000 KF45              | 30 de maig del 2000     | Spacewatch                  |
| 45762 -            | 2000 KK76              | 27 de maig del 2000     | LINEAR                      |
| 45763 -            | 2000 KB77              | 27 de maig del 2000     | LINEAR                      |
| 45764 -            | 2000 LV                | 2 de juny del 2000      | J. Broughton                |
| 45765 -            | 2000 LJ3               | 4 de juny del 2000      | LINEAR                      |
| 45766 -            | 2000 LX5               | 6 de juny del 2000      | J. Broughton                |
| 45767 -            | 2000 LU17              | 8 de juny del 2000      | LINEAR                      |
| 45768 -            | 2000 LF28              | 6 de juny del 2000      | LONEOS                      |
| 45769 -            | 2000 LP36              | 1 de juny del 2000      | NEAT                        |
| 45770 -            | 2000 NM2               | 5 de juliol del 2000    | P. G. Comba                 |
| 45771 -            | 2000 NE5               | 7 de juliol del 2000    | LINEAR                      |
| 45772 -            | 2000 NR16              | 5 de juliol del 2000    | LONEOS                      |
| 45773 -            | 2000 NL22              | 7 de juliol del 2000    | LONEOS                      |
| 45774 -            | 2000 NH24              | 4 de juliol del 2000    | LONEOS                      |
| 45775 -            | 2000 NP27              | 4 de juliol del 2000    | LONEOS                      |
| 45776 -            | 2000 NZ28              | 2 de juliol del 2000    | Spacewatch                  |
| 45777 -            | 2000 OZ4               | 24 de juliol del 2000   | LINEAR                      |
| 45778 -            | 2000 OG5               | 24 de juliol del 2000   | LINEAR                      |
| 45779 -            | 2000 OR6               | 29 de juliol del 2000   | LINEAR                      |
| 45780 -            | 2000 OA12              | 23 de juliol del 2000   | LINEAR                      |
| 45781 -            | 2000 OD12              | 23 de juliol del 2000   | LINEAR                      |
| 45782 -            | 2000 OE14              | 23 de juliol del 2000   | LINEAR                      |
| 45783 -            | 2000 OV16              | 23 de juliol del 2000   | LINEAR                      |
| 45784 -            | 2000 OZ17              | 23 de juliol del 2000   | LINEAR                      |
| 45785 -            | 2000 OT19              | 30 de juliol del 2000   | LINEAR                      |
| 45786 -            | 2000 OE20              | 30 de juliol del 2000   | LINEAR                      |
| 45787 -            | 2000 OJ24              | 23 de juliol del 2000   | LINEAR                      |
| 45788 -            | 2000 OH25              | 23 de juliol del 2000   | LINEAR                      |
| 45789 -            | 2000 OZ26              | 23 de juliol del 2000   | LINEAR                      |
| 45790 -            | 2000 ON42              | 30 de juliol del 2000   | LINEAR                      |
| 45791 -            | 2000 OD45              | 30 de juliol del 2000   | LINEAR                      |
| 45792 -            | 2000 OF45              | 30 de juliol del 2000   | LINEAR                      |
| 45793 -            | 2000 OL48              | 31 de juliol del 2000   | LINEAR                      |
| 45794 -            | 2000 OM48              | 31 de juliol del 2000   | LINEAR                      |
| 45795 -            | 2000 OY49              | 31 de juliol del 2000   | LINEAR                      |
| 45796 -            | 2000 OG54              | 29 de juliol del 2000   | LONEOS                      |
| 45797 -            | 2000 PK1               | 1 d'agost del 2000      | LINEAR                      |
| 45798 -            | 2000 PH16              | 1 d'agost del 2000      | LINEAR                      |
| 45799 -            | 2000 PZ18              | 1 d'agost del 2000      | LINEAR                      |
| 45800 -            | 2000 PB22              | 1 d'agost del 2000      | LINEAR                      |
| 45801-45900        |                        |                         |                             |
| 45801 -            | 2000 PF28              | 4 d'agost del 2000      | NEAT                        |
| 45802 -            | 2000 PV29              | 5 d'agost del 2000      | M. J. Holman                |
| 45803 -            | 2000 QH1               | 23 d'agost del 2000     | J. Broughton                |
| 45804 -            | 2000 QP2               | 24 d'agost del 2000     | LINEAR                      |
| 45805 -            | 2000 QU18              | 24 d'agost del 2000     | LINEAR                      |
| 45806 -            | 2000 QN20              | 24 d'agost del 2000     | LINEAR                      |
| 45807 -            | 2000 QY20              | 24 d'agost del 2000     | LINEAR                      |
| 45808 -            | 2000 QG24              | 25 d'agost del 2000     | LINEAR                      |
| 45809 -            | 2000 QH28              | 24 d'agost del 2000     | LINEAR                      |
| 45810 -            | 2000 QP32              | 26 d'agost del 2000     | LINEAR                      |
| 45811 -            | 2000 QN38              | 24 d'agost del 2000     | LINEAR                      |
| 45812 -            | 2000 QV39              | 24 d'agost del 2000     | LINEAR                      |
| 45813 -            | 2000 QA45              | 24 d'agost del 2000     | LINEAR                      |
| 45814 -            | 2000 QJ61              | 28 d'agost del 2000     | LINEAR                      |
| 45815 -            | 2000 QF67              | 28 d'agost del 2000     | LINEAR                      |
| 45816 -            | 2000 QO72              | 24 d'agost del 2000     | LINEAR                      |
| 45817 -            | 2000 QM78              | 24 d'agost del 2000     | LINEAR                      |
| 45818 -            | 2000 QG79              | 24 d'agost del 2000     | LINEAR                      |
| 45819 -            | 2000 QL101             | 28 d'agost del 2000     | LINEAR                      |
| 45820 -            | 2000 QQ102             | 28 d'agost del 2000     | LINEAR                      |
| 45821 -            | 2000 QS114             | 24 d'agost del 2000     | LINEAR                      |
| 45822 -            | 2000 QQ116             | 28 d'agost del 2000     | LINEAR                      |
| 45823 -            | 2000 QC120             | 25 d'agost del 2000     | LINEAR                      |
| 45824 -            | 2000 QB122             | 25 d'agost del 2000     | LINEAR                      |
| 45825 -            | 2000 QW123             | 25 d'agost del 2000     | LINEAR                      |
| 45826 -            | 2000 QX128             | 25 d'agost del 2000     | LINEAR                      |
| 45827 -            | 2000 QV149             | 25 d'agost del 2000     | LINEAR                      |
| 45828 -            | 2000 QK157             | 31 d'agost del 2000     | LINEAR                      |
| 45829 -            | 2000 QR166             | 31 d'agost del 2000     | LINEAR                      |
| 45830 -            | 2000 QW181             | 31 d'agost del 2000     | LINEAR                      |
| 45831 -            | 2000 QW184             | 26 d'agost del 2000     | LINEAR                      |
| 45832 -            | 2000 QK186             | 26 d'agost del 2000     | LINEAR                      |
| 45833 -            | 2000 QX188             | 26 d'agost del 2000     | LINEAR                      |
| 45834 -            | 2000 QU229             | 31 d'agost del 2000     | LINEAR                      |
| 45835 -            | 2000 RZ                | 1 de setembre del 2000  | LINEAR                      |
| 45836 -            | 2000 RT21              | 1 de setembre del 2000  | LINEAR                      |
| 45837 -            | 2000 RD27              | 1 de setembre del 2000  | LINEAR                      |
| 45838 -            | 2000 RV30              | 1 de setembre del 2000  | LINEAR                      |
| 45839 -            | 2000 RQ37              | 3 de setembre del 2000  | LINEAR                      |
| 45840 -            | 2000 RU44              | 3 de setembre del 2000  | LINEAR                      |
| 45841 -            | 2000 RX55              | 5 de setembre del 2000  | LINEAR                      |
| 45842 -            | 2000 RC66              | 1 de setembre del 2000  | LINEAR                      |
| 45843 -            | 2000 RL73              | 2 de setembre del 2000  | LINEAR                      |
| 45844 -            | 2000 RN74              | 3 de setembre del 2000  | LINEAR                      |
| 45845 -            | 2000 RM75              | 3 de setembre del 2000  | LINEAR                      |
| 45846 -            | 2000 RA96              | 4 de setembre del 2000  | LONEOS                      |
| 45847 -            | 2000 RC96              | 4 de setembre del 2000  | LONEOS                      |
| 45848 -            | 2000 SY11              | 20 de setembre del 2000 | LINEAR                      |
| 45849 -            | 2000 SG98              | 23 de setembre del 2000 | LINEAR                      |
| 45850 -            | 2000 SH209             | 25 de setembre del 2000 | LINEAR                      |
| 45851 -            | 2000 SH239             | 27 de setembre del 2000 | LINEAR                      |
| 45852 -            | 2000 SG259             | 24 de setembre del 2000 | LINEAR                      |
| 45853 -            | 2000 SN263             | 26 de setembre del 2000 | LINEAR                      |
| 45854 -            | 2000 SR285             | 23 de setembre del 2000 | LINEAR                      |
| 45855 -            | 2000 TA2               | 3 d'octubre del 2000    | BATTeRS                     |
| 45856 -            | 2000 TO38              | 1 d'octubre del 2000    | LINEAR                      |
| 45857 -            | 2000 TH61              | 2 d'octubre del 2000    | LONEOS                      |
| 45858 -            | 2000 UP7               | 24 d'octubre del 2000   | LINEAR                      |
| 45859 -            | 2000 UG13              | 25 d'octubre del 2000   | LINEAR                      |
| 45860 -            | 2000 UG27              | 24 d'octubre del 2000   | LINEAR                      |
| 45861 -            | 2000 UZ37              | 24 d'octubre del 2000   | LINEAR                      |
| 45862 -            | 2000 UQ51              | 24 d'octubre del 2000   | LINEAR                      |
| 45863 -            | 2000 UQ81              | 24 d'octubre del 2000   | LINEAR                      |
| 45864 -            | 2000 UO97              | 25 d'octubre del 2000   | LINEAR                      |
| 45865 -            | 2000 UT97              | 25 d'octubre del 2000   | LINEAR                      |
| 45866 -            | 2000 UX109             | 31 d'octubre del 2000   | LINEAR                      |
| 45867 -            | 2000 VS17              | 1 de novembre del 2000  | LINEAR                      |
| 45868 -            | 2000 VB20              | 1 de novembre del 2000  | LINEAR                      |
| 45869 -            | 2000 VG34              | 1 de novembre del 2000  | LINEAR                      |
| 45870 -            | 2000 VW37              | 1 de novembre del 2000  | LINEAR                      |
| 45871 -            | 2000 VD38              | 1 de novembre del 2000  | LINEAR                      |
| 45872 -            | 2000 VR49              | 2 de novembre del 2000  | LINEAR                      |
| 45873 -            | 2000 VK61              | 9 de novembre del 2000  | LINEAR                      |
| 45874 -            | 2000 WM3               | 17 de novembre del 2000 | LINEAR                      |
| 45875 -            | 2000 WJ19              | 25 de novembre del 2000 | C. W. Juels                 |
| 45876 -            | 2000 WD27              | 26 de novembre del 2000 | W. K. Y. Yeung              |
| 45877 -            | 2000 WR29              | 21 de novembre del 2000 | LINEAR                      |
| 45878 -            | 2000 WX29              | 23 de novembre del 2000 | BATTeRS                     |
| 45879 -            | 2000 WR33              | 20 de novembre del 2000 | LINEAR                      |
| 45880 -            | 2000 WG49              | 21 de novembre del 2000 | LINEAR                      |
| 45881 -            | 2000 WD55              | 20 de novembre del 2000 | LINEAR                      |
| 45882 -            | 2000 WX61              | 21 de novembre del 2000 | LINEAR                      |
| 45883 -            | 2000 WL87              | 20 de novembre del 2000 | LINEAR                      |
| 45884 -            | 2000 WB93              | 21 de novembre del 2000 | LINEAR                      |
| 45885 -            | 2000 WX95              | 21 de novembre del 2000 | LINEAR                      |
| 45886 -            | 2000 WL115             | 20 de novembre del 2000 | LINEAR                      |
| 45887 -            | 2000 WS117             | 20 de novembre del 2000 | LINEAR                      |
| 45888 -            | 2000 WL130             | 20 de novembre del 2000 | Spacewatch                  |
| 45889 -            | 2000 WU130             | 20 de novembre del 2000 | LONEOS                      |
| 45890 -            | 2000 WS169             | 26 de novembre del 2000 | W. K. Y. Yeung              |
| 45891 -            | 2000 WG178             | 28 de novembre del 2000 | Spacewatch                  |
| 45892 -            | 2000 WR179             | 26 de novembre del 2000 | LINEAR                      |
| 45893 -            | 2000 XL7               | 1 de desembre del 2000  | LINEAR                      |
| 45894 -            | 2000 XW15              | 1 de desembre del 2000  | LINEAR                      |
| 45895 -            | 2000 XV25              | 4 de desembre del 2000  | LINEAR                      |
| 45896 -            | 2000 XT27              | 4 de desembre del 2000  | LINEAR                      |
| 45897 -            | 2000 XB28              | 4 de desembre del 2000  | LINEAR                      |
| 45898 -            | 2000 XQ49              | 4 de desembre del 2000  | LINEAR                      |
| 45899 -            | 2000 XS49              | 4 de desembre del 2000  | LINEAR                      |
| 45900 -            | 2000 YG10              | 20 de desembre del 2000 | LINEAR                      |
| 45901-46000        |                        |                         |                             |
| 45901 -            | 2000 YH16              | 23 de desembre del 2000 | W. K. Y. Yeung              |
| 45902 -            | 2000 YJ18              | 20 de desembre del 2000 | LINEAR                      |
| 45903 -            | 2000 YL18              | 20 de desembre del 2000 | LINEAR                      |
| 45904 -            | 2000 YV29              | 27 de desembre del 2000 | T. Kobayashi                |
| 45905 -            | 2000 YF34              | 28 de desembre del 2000 | LINEAR                      |
| 45906 -            | 2000 YW34              | 28 de desembre del 2000 | LINEAR                      |
| 45907 -            | 2000 YC35              | 28 de desembre del 2000 | LINEAR                      |
| 45908 -            | 2000 YE51              | 30 de desembre del 2000 | LINEAR                      |
| 45909 -            | 2000 YE53              | 30 de desembre del 2000 | LINEAR                      |
| 45910 -            | 2000 YN57              | 30 de desembre del 2000 | LINEAR                      |
| 45911 -            | 2000 YX63              | 30 de desembre del 2000 | LINEAR                      |
| 45912 -            | 2000 YZ64              | 30 de desembre del 2000 | Spacewatch                  |
| 45913 -            | 2000 YV67              | 28 de desembre del 2000 | LINEAR                      |
| 45914 -            | 2000 YE68              | 28 de desembre del 2000 | LINEAR                      |
| 45915 -            | 2000 YN68              | 28 de desembre del 2000 | LINEAR                      |
| 45916 -            | 2000 YU68              | 28 de desembre del 2000 | LINEAR                      |
| 45917 -            | 2000 YE91              | 30 de desembre del 2000 | LINEAR                      |
| 45918 -            | 2000 YT96              | 30 de desembre del 2000 | LINEAR                      |
| 45919 -            | 2000 YZ103             | 28 de desembre del 2000 | LINEAR                      |
| 45920 -            | 2000 YP104             | 28 de desembre del 2000 | LINEAR                      |
| 45921 -            | 2000 YU104             | 28 de desembre del 2000 | LINEAR                      |
| 45922 -            | 2000 YN105             | 28 de desembre del 2000 | LINEAR                      |
| 45923 -            | 2000 YV107             | 30 de desembre del 2000 | LINEAR                      |
| 45924 -            | 2000 YZ108             | 30 de desembre del 2000 | LINEAR                      |
| 45925 -            | 2000 YK111             | 30 de desembre del 2000 | LINEAR                      |
| 45926 -            | 2000 YT112             | 30 de desembre del 2000 | LINEAR                      |
| 45927 -            | 2000 YR113             | 30 de desembre del 2000 | LINEAR                      |
| 45928 -            | 2000 YB116             | 30 de desembre del 2000 | LINEAR                      |
| 45929 -            | 2000 YP116             | 30 de desembre del 2000 | LINEAR                      |
| 45930 -            | 2000 YQ117             | 30 de desembre del 2000 | LINEAR                      |
| 45931 -            | 2000 YF121             | 21 de desembre del 2000 | LINEAR                      |
| 45932 -            | 2000 YT121             | 22 de desembre del 2000 | NEAT                        |
| 45933 -            | 2000 YU128             | 29 de desembre del 2000 | NEAT                        |
| 45934 -            | 2000 YK129             | 29 de desembre del 2000 | Spacewatch                  |
| 45935 -            | 2000 YU132             | 30 de desembre del 2000 | LONEOS                      |
| 45936 -            | 2000 YB133             | 30 de desembre del 2000 | LONEOS                      |
| 45937 -            | 2000 YD133             | 30 de desembre del 2000 | LONEOS                      |
| 45938 -            | 2001 AV4               | 2 de gener del 2001     | LINEAR                      |
| 45939 -            | 2001 AE7               | 2 de gener del 2001     | LINEAR                      |
| 45940 -            | 2001 AZ10              | 2 de gener del 2001     | LINEAR                      |
| 45941 -            | 2001 AM13              | 2 de gener del 2001     | LINEAR                      |
| 45942 -            | 2001 AX13              | 2 de gener del 2001     | LINEAR                      |
| 45943 -            | 2001 AU16              | 2 de gener del 2001     | LINEAR                      |
| 45944 -            | 2001 AW16              | 2 de gener del 2001     | LINEAR                      |
| 45945 -            | 2001 AM17              | 2 de gener del 2001     | LINEAR                      |
| 45946 -            | 2001 AU17              | 2 de gener del 2001     | LINEAR                      |
| 45947 -            | 2001 AY17              | 2 de gener del 2001     | LINEAR                      |
| 45948 -            | 2001 AP18              | 2 de gener del 2001     | LINEAR                      |
| 45949 -            | 2001 AS23              | 3 de gener del 2001     | LINEAR                      |
| 45950 -            | 2001 AL25              | 4 de gener del 2001     | LINEAR                      |
| 45951 -            | 2001 AE29              | 4 de gener del 2001     | LINEAR                      |
| 45952 -            | 2001 AS31              | 4 de gener del 2001     | LINEAR                      |
| 45953 -            | 2001 AZ33              | 4 de gener del 2001     | LINEAR                      |
| 45954 -            | 2001 AP38              | 3 de gener del 2001     | LONEOS                      |
| 45955 -            | 2001 AK40              | 3 de gener del 2001     | LONEOS                      |
| 45956 -            | 2001 AG41              | 3 de gener del 2001     | LINEAR                      |
| 45957 -            | 2001 AQ44              | 15 de gener del 2001    | T. Kobayashi                |
| 45958 -            | 2001 AF45              | 15 de gener del 2001    | T. Kobayashi                |
| 45959 -            | 2001 AA51              | 15 de gener del 2001    | Spacewatch                  |
| 45960 -            | 2001 BX                | 17 de gener del 2001    | T. Kobayashi                |
| 45961 -            | 2001 BA6               | 18 de gener del 2001    | LINEAR                      |
| 45962 -            | 2001 BM11              | 20 de gener del 2001    | NEAT                        |
| 45963 -            | 2001 BX14              | 21 de gener del 2001    | T. Kobayashi                |
| 45964 -            | 2001 BE15              | 21 de gener del 2001    | T. Kobayashi                |
| 45965 -            | 2001 BP20              | 19 de gener del 2001    | LINEAR                      |
| 45966 -            | 2001 BS23              | 20 de gener del 2001    | LINEAR                      |
| 45967 -            | 2001 BF24              | 20 de gener del 2001    | LINEAR                      |
| 45968 -            | 2001 BG25              | 20 de gener del 2001    | LINEAR                      |
| 45969 -            | 2001 BC26              | 20 de gener del 2001    | LINEAR                      |
| 45970 -            | 2001 BZ27              | 20 de gener del 2001    | LINEAR                      |
| 45971 -            | 2001 BF29              | 20 de gener del 2001    | LINEAR                      |
| 45972 -            | 2001 BU30              | 20 de gener del 2001    | LINEAR                      |
| 45973 -            | 2001 BP33              | 20 de gener del 2001    | LINEAR                      |
| 45974 -            | 2001 BG35              | 20 de gener del 2001    | LINEAR                      |
| 45975 -            | 2001 BV40              | 21 de gener del 2001    | LINEAR                      |
| 45976 -            | 2001 BT41              | 25 de gener del 2001    | Spacewatch                  |
| 45977 -            | 2001 BU44              | 19 de gener del 2001    | LINEAR                      |
| 45978 -            | 2001 BY44              | 19 de gener del 2001    | LINEAR                      |
| 45979 -            | 2001 BZ46              | 21 de gener del 2001    | LINEAR                      |
| 45980 -            | 2001 BT48              | 21 de gener del 2001    | LINEAR                      |
| 45981 -            | 2001 BW50              | 28 de gener del 2001    | T. Kobayashi                |
| 45982 -            | 2001 BE51              | 27 de gener del 2001    | NEAT                        |
| 45983 -            | 2001 BF54              | 18 de gener del 2001    | Spacewatch                  |
| 45984 -            | 2001 BK56              | 19 de gener del 2001    | LINEAR                      |
| 45985 -            | 2001 BW59              | 26 de gener del 2001    | LINEAR                      |
| 45986 -            | 2001 BC66              | 26 de gener del 2001    | LINEAR                      |
| 45987 -            | 2001 BF66              | 26 de gener del 2001    | LINEAR                      |
| 45988 -            | 2001 BK66              | 26 de gener del 2001    | LINEAR                      |
| 45989 -            | 2001 BA67              | 30 de gener del 2001    | LINEAR                      |
| 45990 -            | 2001 BT69              | 31 de gener del 2001    | LINEAR                      |
| 45991 -            | 2001 BQ70              | 26 de gener del 2001    | LINEAR                      |
| 45992 -            | 2001 BX70              | 29 de gener del 2001    | LINEAR                      |
| 45993 -            | 2001 BE71              | 29 de gener del 2001    | LINEAR                      |
| 45994 -            | 2001 BQ71              | 29 de gener del 2001    | LINEAR                      |
| 45995 -            | 2001 BB72              | 31 de gener del 2001    | LINEAR                      |
| 45996 -            | 2001 BY72              | 27 de gener del 2001    | NEAT                        |
| 45997 -            | 2001 BO73              | 29 de gener del 2001    | LINEAR                      |
| 45998 -            | 2001 BZ75              | 26 de gener del 2001    | LINEAR                      |
| 45999 -            | 2001 BE77              | 26 de gener del 2001    | LINEAR                      |
| 46000 -            | 2001 BO79              | 21 de gener del 2001    | LINEAR                      |